# Расінський десант
Расінський десант — морський тактичний десант, здійснений радянським Тихоокеанським флотом в часі радянсько-японської війни.

## Задум десантування
Ідея здійснення десантної операції в корейський порт Расін опрацьовувалася керівництвом Тихоокеанського флоту під орудою адмірала Івана Юмашева як складова частина заходів по зриву евакуації японських військ із корейських портів морським шляхом до Японії.
Починаючи 9-м серпня порт щодня підлягав численним потужним ударам авіації Тихоокеанського флоту (керував генерал-лейтенант авіації Петро Лемешко) в самому порту затонуло кілька японських транспортних суден. Літаки 2-ї мінно-торпедної авіадивізії (керував генерал-майор авіації Петро Сучков), 12-ї штурмової авіадивізії Макара Барташова та 10-ї дивізії пікіруючих бомбардувальників підполковника С. А. Коваленка в цьому часі на Расін, Юкі та Сейсін здійснили 616 бойових вильотів, та торпедних катерів (групи капітана 2-го рангу П. Ф. Кухти, капітана 3-го рангу Костянтина Казачинського, капітана 3 рангу Сергія Кострицького, капітан-лейтенанта Михайла Малика). За цей час було потоплено до 20 транспортів та інших суден.
10 серпня радянський бомбардувальник був збитий та потонув біля Расіна, льотчиків порятував радянський торпедний катер. Підбитого літака направив в скупчення японських військ Михайло Янко та стрілець І. М. Бабкін.
Відразу після десантування та зайняття порту Юкі до порту Расін спрямовується передовий загін десанту — не очікуючи зосередження в Юкі головних сил — 2 катери «великий мисливець» з розвідувальною групою із складу 140-го розвідувального загону Тихоокеанського флоту — 95 бійців.

## Перебіг операції
Близько половини на 10-у годину 12 серпня 1945 року десантний загін (командував капітан 3-го рангу Г. П. Колюбакін) увійшов до порту без протидії з японського боку, та займає його територію. Проте 2-га група — 68 розвідників флоту на 2 катерах, та 3-я — до 100 автоматників з 354-го окремого батальйону морської піхоти на 3-х торпедних катерах — були обстріляні японськими військовими. До того часу головний гарнізон — близько 4000 вояків — відійшов з міста, переважно ще до прибуття радянського десанту, залишивши загін прикриття. Протягом бою 12 серпня японський загін прикриття був витиснений з міста, при цьому спостерігалася втрата управління керівництвом, оскільки командир передового загону десанту доповідав, що японські вояки діяли окремими дрібними групами, відходячи відразу після відкриття вогню, та намагалися покинути місто без спроб контратакувати.
Через нескоординованість дій десантники були обстріляні передовими частинами 25-ї армії Першого Далекосхідного фронту; після з'ясування обставин армійські підрозділи відійшли від міста, де ще тривав бій.
13 серпня з бухти Золотий Ріг у Владивостоці в Расін прибуває загін висадки десанту — 4 сторожові катери (по 2 зразка «малий мисливець» та «великий мисливець»), 4 прикордонні катери, 2 тральщики, 1 сторожовий корабель. Опісля цього десант був іще посилений — висаджено 716 вояків 358-го окремого батальйону морської піхоти (майор І. П. Маркін) — так як планувалася участь батальйону у подальшому наступі — десанті в Сейсін; цьому батальйону брати участь в бою не довелося. Того ж дня японський загін проник до міста та підірвав залишений там раніше склад набоїв.
До полудня 14 серпня чинили спротив гарнізони двох берегових укріплених пунктів — на островах Масемі та Хам (Течходо) біля входу в гавань Расіну, частина корабельної артилерії була задіяна для їх придушення. Після артилерійського обстрілу вцілілі японські вояки спротиву не чинили та здалися союзникам, що висадилися на острови.
Загалом в перебігу Расінського десанту японські сили втратили 277 чоловік вбитими та 292 полоненими, на островах Масемі і Течходо — 120 вбитих (в інших джерелах — 170) та 30 полонених.
Радянське керівництво звітувало, що втрат у боях на суші не було. Однак по прибутті до порту більшої кількості радянських кораблів виявилося, що у акваторії виставлено велику кількість морських мін — ще авіацією США. 13 та 14 серпня на мінах підірвався й затонув прикордонний катер, отримали пошкодження катер «малий мисливець», пароплав та 2 танкери. При цьому загинуло 7 військових та 37 поранено; кораблі підривалися на мінах і в наступні дні.
Місто і порт Расін були зайняті в перші години десантної операції, деморалізовані японські вояки чинили спорадичний опір; ще до закінчення боїв в Расіні радянське військове керівництво приступило до здійснення Сейсінської десантної операції.